# Район Укьо
Райо́н Укьо́ (яп. 右京区, うきょうく, МФА: [ukʲoː ku]) — район міста Кіото префектури Кіото в Японії.  Площа становить 291,95 км². Станом на 1 жовтня 2017 року населення складало 203 878  осіб, густота населення — 698 осіб/км².

## Назва
Назва походить від місцевості Укьо, розташованої на заході середньовічного Кіото. «Укьо» дослівно означає «права столиця» — тобто, територія Кіото, що знаходиться по праву руку від Імператора, який сидить в Північному палаці столиці, обличчям на південь.

## Історія
- 1 квітня 1931 — утворено міський район Укьо на основі ряду населених пунктів повіту Кацуно, приєднаних до міста Кіото: містечка Саґа[2], села Удзумаса[3], села Ханадзоно[4], села Сай'їн[5], села Умедзу[6], села Кьоґоку[7],  села Умеґахата[8], села Мацуо[9], села Кацура[10] та села Каваока[11].
- 1 грудня 1950 — приєднано село Ое[12] повіту Отокуні до складу району Укьо.
- 1 листопада 1959 — приєднано село Охарано[13] повіту Отокуні до складу району Укьо.
- 1 жовтня 1976 — виокремлено район Нісікьо зі складу району Укьо. Територія колишніх сіл Мацуо, Кацура, Каваоки, Ое та Охарано передана району Нісікьо.
- 1 квітня 2005 — приєднано містечко Кейхоку[14] повіту Кіта-Кувада до складу району Укьо.

## Пам'ятки і установи
- Монастир Рьоан
- Монастир Нінна